# ایوان جنکینس
ایوان هالین جنکینز (زاده ۱۲ سپتامبر ۱۹۶۰) یک سیاستمدار و قاضی آمریکایی است. او به عنوان قاضی دادگاه عالی استیناف ویرجینیای غربی خدمت کرد، در سال ۲۰۱۸ به دادگاه پیوست و در سال ۲۰۲۱ به عنوان قاضی ارشد خدمت کرد. او در ۴ فوریه ۲۰۲۲ از دادگاه استعفا داد. او از سال ۲۰۱۵ تا ۲۰۱۸ به عنوان نماینده ایالات متحده از ویرجینیای غربی خدمت کرد. او یک جمهوری‌خواه است که در سال ۲۰۱۳ وابستگی حزبی خود را از دموکرات تغییر داده است.
جنکینز یکی از اعضای مجلس سنای ویرجینیای غربی از ناحیه ۵ بود که شامل شهرستان کبل و بخش کوچکی از شهرستان وین است. او در طول ۲۰ سال در هر دو مجلس قانونگذاری ویرجینیای غربی در چارلستون خدمت کرد و در سال ۱۹۹۴ به عنوان عضو مجلس انتخاب شد و در سال ۲۰۰۲ به مجلس سنا انتخاب شد او کرسی خود را برای شرکت در انتخابات کنگره ۲۰۱۴ با شکست دادن نیک راهال، دموکرات فعلی، واگذار کرد.
جنکینز در سال ۲۰۱۸ کاندیدای مجلس سنای ایالات متحده آمریکا بود و در انتخابات مقدماتی از پاتریک موریسی، دادستان کل ویرجینیای غربی شکست خورد.